# Vrícke sedlo (950 m)
Vrícke sedlo (950 m) – przełęcz w głównym grzbiecie zachodniej (tw. Luczańskiej) części Małej Fatry w Karpatach Zachodnich na Słowacji. Nazwa pochodzi od wsi Vrícko u południowych stóp przełęczy.

## Położenie
Leży w południowej części wspomnianej Luczańskiej Małej Fatry, pomiędzy szczytami Ostrá skala (1220 m) na pd.-zach. a Koziarsky vrch (1019 m) na pn.-wsch. W kierunku południowym spod przełęczy opada dolinka jednego z drobnych potoków, należących do dorzecza Vrícy płynącej Doliną Klasztorską. W kierunku północnym opada jedno z dwóch odgałęzień Širokej doliny, uchodzącej do Doliny Rajeckoleśniańskiej.

## Charakterystyka
Vrícke sedlo jest najniższą przełęczą w całym głównym grzbiecie Luczańskiej Małej Fatry od Kľaku na południu po Minčol na północy. Jej szerokie siodło stanowi wygodne przejście z Doliny Klasztorskiej do Doliny Rajeckoleśniańskiej. Przełęcz zarośnięta jest lasem, jedynie w samym siodle utworzyła się niewielka polanka, na której stoi stary krzyż oraz drogowskaz turystyczny. Na północnym skłonie przełęczy (po stronie Dol. Rajeckoleśniańskiej), kilkadziesiąt metrów od jej siodła, źródło z dobrą wodą.

## Turystyka
Na siodle przełęczy krzyżują się dwa szlaki turystyczne: czerwony , biegnący głównym grzbietem pasma z niedalekiego Kľaku przez Martinské hole do Strečna oraz żółty , biegnący z Vrícka na południu przez przełęcz do Doliny Rajeckoleśniańskiej na północy.